# El Cementiri Vell de Gramuntell
El Cementiri Vell és l'antic cementiri al poble del Gramuntell catalogat a l'Inventari del Patrimoni Arquitectònic de Catalunya. A la plaça Major hi ha la façana principal del Cementiri Vell del poble on destaca el portal d'accés. Es tracta d'un portal adovellat de 10 dovelles i la clau, amb presència de guardapols motllurat amb continuïtat amb dues impostes de l'arc. Destaca també la presència de motllures a les parts inferiors de les dovelles i ambdós brancals del portal. A la clau de l'arc hi ha un relleu d'un escut molt erosionat on apareix la data 1775. Aquest portal d'accés s'integra dins d'una façana paredada.